# Чобиты
Чобиты (яп. ちょびっツ Тёбитцу) — манга студии CLAMP, адаптированная в одноимённый аниме-телесериал компанией Madhouse. Премьерная публикация «Чобитов» в Японии состоялась в период с февраля 2001 по ноябрь 2002 годов в журнале Young Magazine издательства Kodansha. Позднее, состоящая из 88 глав манга была выпущена отдельно в 8 томах. Это одна из первых работ женского коллектива студии CLAMP в жанре сэйнэн (произведения для мужской аудитории) и одна из самых популярных работ этого коллектива. Манга адаптирована в 26-серийное аниме, впервые транслировавшееся по TBS с апреля по сентябрь 2002 года. Оно лицензировано в России компанией MC Entertainment, и переведённый на русский язык сериал транслировался на телеканале 19.09.2005г «Муз-ТВ». Под названием «Чобиты» мангу лицензировало в России издательство «Палма Пресс», и 25 августа 2010 года объявило о выходе из печати первого тома.
По сюжету «Чобитов» деревенский парень переезжает в город, собираясь совмещать самостоятельную жизнь и подготовку к очередной попытке поступления в колледж. Он находится в полном восторге от новых для него «персокомов», персональных человекоподобных роботов-помощников, наводняющих город. Однако собственный персоком ему не по карману. Случайная находка выброшенного и, как впоследствии выясняется, необычного персокома выливается в полные открытий приключения.
По мотивам «Чобитов» выпущено две игры: одна для GameBoy Advance и одна для PS2. Две OVA: серия-пересказ и спин-офф — продолжили аниме-телесериал. В Японии были также изданы пять дисков Drama CD. Существует разнообразная ориентированная на поклонников продукция, такая как календари, артбуки, фигурки.

## Мир
Сюжет манги «Чобиты» разворачивается в ближайшем будущем и описывает события, происходящие после истории, описанной в другой манге CLAMP — «Angelic Layer». Технологии в этом будущем не сильно отличаются от тех, что можно встретить в любом современном городе. Основное отличие в том, что следом за созданием роботов для развлекательной «Арены ангелов», были разработаны человекоподобные роботы персокомы (яп. パソコン пасокон) (сокращение от PC, персонального компьютера (яп. パーソナルコンピューター па:сонару компю:та:)).

Данных роботов выпускают в двух вариантах — в человеческий рост и помещающиеся на ладони мобильные версии. Независимо от их размера, персокомам придают внешность красивых юношей и девушек. Они отличаются от людей лишь конструктивным элементом, отдалённо напоминающим стилизованные ушки. В поздних моделях ушки миниатюризированы и даже эта разница исчезает.

Все персокомы имеют разъёмы для подключения к периферийным устройствам, что позволяет использовать их как классические компьютеры. Они способны общаться на естественном языке, самообучаться, проявлять эмоции, а также работать в сфере обслуживания. Для некоторых они становятся полноценной заменой живых людей. Известен даже случай брака между человеком и персокомом. Несмотря на свою высокую цену, они пользуются в мире «Чобитов» огромной популярностью и прочно вошли в обиход жителей Японии.

Все действия персокомов, включая проявление эмоций, подчиняются вложенной в них программе. Однако, в сети ходят слухи о существовании неких «Чобитов», способных действовать без программного обеспечения и проявлять настоящие эмоции, а не их эмуляцию.

## Сюжет
В Токио из глухой провинции приезжает молодой парень Хидэки Мотосува (яп. 本須和 秀樹 Мотосува Хидэки), чтобы учиться на подготовительных курсах и попытаться ещё раз поступить в колледж. Он мало смыслит в современной технике, но, как и большинство его сверстников, мечтает о своём персокоме. Впрочем, шансы накопить достаточно средств на покупку весьма призрачны. Однажды по пути домой он находит девушку-персокома, лежащую без движения в груде мусора.
После включения персоком могла произнести лишь одно слово: «ти» (яп. ちぃ ти:), поэтому Хидэки дал ей имя Ти. Сосед Хидэки предположил, что Ти — самодельный персоком, и познакомил героя с Минору Кокубундзи, 12-летним гением, специализирующимся на самодельных персокомах. Минору не смог проанализировать Ти и узнать что-либо о её прошлом, но рассказал, что в сети ходит легенда о так называемых чобитах — персокомах со свободной волей.
Основную сюжетную линию произведения составляют попытки героев выяснить природу Ти, а также различные случаи отношений, завязывающихся между людьми и их роботами. Почти каждый из основных героев оказывается вовлечён в ту или иную историю, связанную с нуждой уживаться с людьми или персокомами. Главные герои — Хидэки и Ти — сталкиваются с необходимостью разобраться в возникающих у них чувствах и, в конце концов, определиться, кем они становятся друг для друга.
Кроме основной пары в произведении прослеживаются пять дополнительных сюжетных линий, вращающихся вокруг актуальных для XXI века вопросов отношений человека и технологии. Также и в аниме, и в манге есть вставки из книги для детей «Город, в котором никого нет», которую по сюжету написал Хидэки и читает Ти и в которой пересказываются основные события. Изображения в этой книге ещё более упрощены и гиперболизированы. Сцены из этой книги составляют самые лиричные и поэтические моменты произведения.

## Персонажи

Хидэки Мотосува (яп. 本須和 秀樹 Мотосува Хидэки) — главный герой, студент 19 лет, высокий парень с отросшими тёмными волосами, стесняющийся противоположного пола. Он приезжает в Токио из провинции, где жил с родителями на ферме. Родители не помогают Хидэки деньгами, поэтому он работает, однако с переменным успехом сводит концы с концами. Наслышан о современных технологиях, таких как Интернет или персокомы, но толком о них ничего не знает и не разбирается в технике. Одинаково наивен как в обращении с ней, так и с женщинами. Гость в большом городе поглощён мечтами о своём персокоме, желая смотреть с его помощью DVD, пользоваться почтой, играть в игры и посещать эротические сайты. Стеснителен и нерешителен на свиданиях (рецензент Mania.com иронизирует, что Хидэки мастерски упускает идеальные шансы). Из-за непривычки к людскому окружению, он непроизвольно говорит сам с собой, вследствие чего часто попадает в неловкие ситуации. В то же время его монологи во многом способствуют раскрытию персонажа и сильно выделяют его из ряда типичных героев-ронинов. Сначала Хидэки постоянно уверяет себя и окружающих в том, что персокомы — это всё-таки не люди, поэтому с ними не может быть романтических отношений. Найдя Ти, радуется, что таким образом смог получить себе персокома бесплатно. И, несмотря на отличие результата её запуска от ожиданий, он не собирается её выбрасывать. Вместо этого он учит её всему, что знает, и всячески о ней заботится. Многие персонажи считают его хорошим человеком. К концу истории Хидэки пересматривает свои взгляды на отношения между людьми и персокомами, а также признаётся в том, что любит Ти.
Сэйю: Томокадзу Сугита
Ти (яп. ちぃ Ти:) — человекоподобный робот персоком, похожий на юную девушку. Она очень красива, у неё длинные волосы платинового цвета и бело-розовые «ушки», а её наряды выполнены в популярном в Японии стиле «готическая лолита», что придает ей вид сказочной героини, этакой андроид-версии Алисы из Страны чудес. Один из легендарных чобитов. Однако, вопреки слухам ничем не отличается от прочих персокомов. В промежности Ти располагается кнопка перезапуска, при нажатии на которую все её данные уничтожаются. Её задача — найти человека, который сможет её полюбить, даже осознавая, что перед ним машина, неспособная на человеческие чувства. Если же избранник Ти не сможет проявить таких чувств, она лишит всех персокомов способности отличать одного человека от другого. В связи с этой миссией, вся память Ти уничтожена. В начале сюжета Ти выбрасывают на помойку, где её находит главный персонаж Хидэки. Она лежала там практически обнажённая, лишь обмотанная бинтами. Он поднимает её и относит к себе домой, не замечая, что на помойке остался диск с данными. После того, как Хидэки находит способ активировать её, оказывается, что Ти может лишь говорить слово «ти» (яп. ちぃ ти:), которое и становится её именем. Её пустые глаза и способность повторять лишь одно слово делают её разве что хорошенькой куклой в начале, её можно сравнить с покемоном в платье. Так как у Хидэки нет денег на программное обеспечение для неё, ему приходится обучать Ти всему самостоятельно. Она сразу привязывается к Хидэки и стремится быть к нему ближе. Постепенно Хидэки становится избранником Ти и сохраняет свои чувства, даже узнав, что легендарные чобиты на самом деле ничем не отличаются от других персокомов.
Сэйю: Риэ Танака

## Манга
В Японии «Чобиты» были выпущены издательством Kodansha в восьми томах. Манга, лицензированная американской компанией Tokyopop, стала хитом в США и принесла группе CLAMP известность. В 2003 и 2004 годах, по данным ICv2, она входила в число лидеров продаж на книжном рынке. Кроме США, манга была издана в Австралии и Новой Зеландии (в переводе Tokyopop), в Гонконге (издательство Jonesky), в Сингапуре (Chuang Yi), в Южной Корее (Daiwon C.I.), в Бразилии (JBC), в России, а также во многих странах Европы. Компания Kodansha в 2003 году выпустила артбук (графический альбом) под названием «Your Eyes Only» и книгу «Город, в котором никого нет», якобы написанную от лица главного героя.
Манга «Чобиты» относится к жанру сэйнэн, то есть её целевой аудиторией являются взрослые мужчины. Тем не менее, критик Anime News Network пишет о «прелестном ощущении сёдзё», жанра, нацеленного на девушек-подростков, в котором создано большинство работ студии CLAMP.
| № | В Японии         | В Японии               | В России        | В России               |
| № | Дата публикации  | ISBN                   | Дата публикации | ISBN                   |
| --- | ---------------- | ---------------------- | --------------- | ---------------------- |
| 1 | 14 февраля 2001  | ISBN 978-4-06-334383-0 | 25 августа 2010 | ISBN 978-5-91636-074-5 |
| 01—12 |                  |                        |                 |                        |
| Хидэки находит Ти. Симбо и Минору безуспешно пробуют установить её природу. Юми делится взглядами на персокомов. Ти начинает учиться и получает первую книгу с картинками. Симидзу приходит к Хидэки и остаётся на ночь. |                  |                        |                 |                        |
| 2 | 29 июня 2001     | ISBN 978-4-06-334427-1 | 1 ноября 2010   | ISBN 978-5-91636-079-0 |
| 13—24 |                  |                        |                 |                        |
| Продолжение общения с Юми и поход Хидэки и Юми на свидание. Хибия даёт Ти одежду. Встреча с Минору и начало его рассказа. Ти является нематериальный образ её «копии». Ти достаётся вторая книга с картинками. Ти ищет работу и попадает в пип-шоу. Минору предупреждает Хидэки. Хидэки наталкивается на Симидзу и Симбо вместе. Ти сбегает со своей «работы» и её встречает Хидэки. |                  |                        |                 |                        |
| 3 | 26 сентября 2001 | ISBN 978-4-06-334460-8 |                 |                        |
| 25—36 |                  |                        |                 |                        |
| Выяснение отношений Хидэки и Симбо с Симидзу. Ти продолжает общаться со своей «копией». Появление загадочных индивидов, ищущих Ти. Ти устраивается на работу в кондитерской. Новый обмен взглядами на ситуацию персокомов с Юми. Новая книга с картинками для Ти. Анонимное письмо указывает на возможную причастность к чобитам Хибии. |                  |                        |                 |                        |
| 4 | 26 декабря 2001  | ISBN 978-4-06-334483-7 |                 |                        |
| 37—48 |                  |                        |                 |                        |
| Ти общается со своей «копией». Начало истории Хироясу Уэды. Новая книга с картинками. Ти похищают. Уэда рассказывает свою историю. |                  |                        |                 |                        |
| 5 | 5 апреля 2002    | ISBN 978-4-06-334527-8 |                 |                        |
| 49—60 |                  |                        |                 |                        |
| Вскрывается связь Юми и Уэды. Очередное анонимное письмо помогает найти Ти, в то время как похититель пытается её взломать. Хибия вспоминает умершего мужа. |                  |                        |                 |                        |
| 6 | 24 июля 2002     | ISBN 978-4-06-334590-2 |                 |                        |
| 61—72 |                  |                        |                 |                        |
| Юми рассказывает свою историю Хидэки. Ти расспрашивает Уэду. Уэда и Юми находят общий язык. Ти общается со своей «копией» и решает купить кольца для себя и Хидэки. Ти общается с Юдзуки, Хидэки — с Минору. Герои пробуют взломать Национальный банк данных, им оказывается один из персокомов, ищущих Ти. |                  |                        |                 |                        |
| 7 | 27 сентября 2002 | ISBN 978-4-06-334599-5 |                 |                        |
| 73—81 |                  |                        |                 |                        |
| Юдзуки и Минору пересматривают отношения между собой. Хибия рассказывает Хидэки о своём прошлом. Ти узнаёт подробности своего прошлого от того же образа своей «копии». Персокомы Дита и Дзима, до сих пор искавшие Ти, приступают к действиям. |                  |                        |                 |                        |
| 8 | 29 ноября 2002   | ISBN 978-4-06-334632-9 |                 |                        |
| 82—88 |                  |                        |                 |                        |
| Завершающие события с участием Ти, Хидэки, Хибии, Диты и Дзимы, Фреи. Последняя книга с картинками, признания Хидэки и Ти. |                  |                        |                 |                        |
| артбук | 27 января 2003   | ISBN 978-4-06-334670-1 |                 |                        |
| Включает свыше 50 полноцветных широкоформатных — умещённых на страницы или развороты книги — иллюстраций. В конце книги приводится своеобразное оглавление: миниатюры иллюстраций снабжены комментариями, когда и для чего соответствующие отдельные изображения использовались. Так, в артбуке есть материалы, использованные для оформления обложек журналов и музыкальных синглов, томов манги и DVD-изданий аниме, стендов выставок. Не включён в оглавление ряд встречающихся в книге монохромных изображений, которые соответствуют иллюстрациям, открывающим отдельные главы в томах оригинальной манги. На каждой из иллюстраций изображена Ти, на некоторых иллюстрациях есть и другие герои «Чобитов». |                  |                        |                 |                        |

## Аниме
Аниме, снятое по «Чобитам» на студии Madhouse, состоит из 26 серий. Главным режиссёром является Морио Асака (яп. 浅香守生), дизайнером персонажей — Хисаси Абэ (яп. 阿部恒). Операторы — Такэси Кацураяма (яп. 葛山剛士) и Кацуёси Киси (яп. 岸克芳), композитор — Кэйтаро Таканами (яп. 高浪敬太郎). Аниме продюсировали Тэцуо Гэнсё (яп. 源生哲雄), Юити Сэкидо (яп. 関戸雄一) и Тацуя Оно (яп. 小野達矢).
Сериал впервые транслировался по телеканалам Animax и TBS. Позднее, сериал и одна OVA были выпущены на 9 DVD. Эта OVA альтернативно называется 27-й серией телесериала и пересказывает события предыдущих серий. Вторая OVA — небольшой спецвыпуск, история с теми же главными героями, приложение к 7-му DVD в релизе от Geneon Entertainment. Кроме России, аниме-телесериал транслировался в Корее (AniOne TV), во Франции (Europe 2 TV), в Испании (Animax España и Buzz Channel) и других европейских странах, а также в США, Австралии и Новой Зеландии.
В России «Чобиты» выпущены компанией MC Entertainment на 4 DVD по 150 минут, без OVA и без двух серий-пересказов происходящих ранее событий: 9-й и 18-й.
Структурно серии построены следующим образом: они начинаются с открывающей заставки, продолжаются основной частью и заканчиваются закрывающей заставкой, за которой следует анонс следующей серии.

### Отличия между аниме и мангой

Обложка первого диска российского издания «Чобитов».

В обзоре themeanime.org даётся такая общая характеристика изменений, что если манга концентрировалась на переживаниях Хидэки, то в аниме акцент перешёл на Ти и на фансервисные сцены с её участием. Другим отличием аниме от манги является разница в описании глубинных принципов функционирования персокомов. Также в аниме были добавлены дополнительные сюжетные линии (так называемые «филлеры»), а события из сюжета манги разнесены дальше между собой. Отправной точкой сериала является момент приезда в город, поступления на курсы и поисков работы. В манге эти события уже в прошлом и упоминается, что Хидэки уже провёл в городе около полугода. В концовке аниме-адаптации добавлены события, заставляющие главных героев временно расстаться, а также выясняется существование двух специальных программ, заложенных в Ти. В манге такая программа одна.
Пересмотрены бытовые условия некоторых героев. Симбо в манге живёт отдельно и знаком с Хидэки по подготовительным курсам. В аниме они живут в соседних комнатах одного общежития.
В аниме прямо указывается, что Юми живёт и работает в японском пабе своего отца, в котором подрабатывает Хидэки. В манге, хозяина паба и/или отца Юми нет среди действующих героев (хотя он там присутствует эпизодически), упоминаний о месте жительства Юми не встречается.
Согласно манге, персокомы по своей сути являются роботами, но их создателем, Итиро Михарой, данный термин намеренно не использовался, чтобы не ограничивать свои создания так называемыми «тремя законами роботехники». В реальном мире такие «законы» существуют и сформулированы они писателем-фантастом Айзеком Азимовым, который, кстати, упоминается в манге Минору Кокубундзи в одном из электронных писем к Симбо.
Также в манге упомянуто, что термин «Чобиты» выдуман одним из персонажей, Итиро Михарой, и происходит от слова «чоби» (яп. ちょび тёби, маленький), которое тот применял для описания всего, что, по его мнению, было «маленьким и безнадёжно прелестным». Кроме того, слово «Чобиты» (Chobits) является частичной анаграммой от имени жены Итиро, записанного латиницей, — «Chitose Hibiya». Это слово, помимо прочего, применяется в качестве пароля для ряда персокомов-героев произведений (как аниме, так и манги). Со ссылкой на существующие в мире «Чобитов» требования безопасности, требуется, чтобы пароль состоял из смеси катаканы, хираганы и/или латинских символов. Непосредственно в ходе истории, главный герой приходит к варианту слова-пароля  (яп. ちょびっツ тёбитцу), в котором последний слог «цу» (яп. ツ цу) является символом катаканы, а остальная часть записана хираганой. Такая запись используется и в оригинальном названии «Чобитов».
Ко всему прочему, в манге присутствуют/детализированы некоторые важные детали произведения, которые опущены в аниме: более полная версия иллюстрированной книги «Город, в котором никого нет», более полное раскрытие отношений между двумя сестрами-чобитами и близким им людям (подробный экскурс в историю предшествующих событий), а также, присутствуют события, которые не были освещены в аниме-сериале (например, последствия прекращения функционирования персокомов, некоторые выводы и измышления персокома Zimo по поводу произошедших событий).
Отличаются и ключевые события концовок аниме и манги: так, в манге, Дита так и не смогла приблизиться к Ти и прервать процесс (её действия блокировал Зима) выполнения секретной программы Чобитов (то есть, по сути, процесс протекал так, как и был задуман). Раскрываются и истинные причины столь странного расположения кнопки включения/выключения Ти — они, своего рода, искусственные условия программы, призванные привести её выполнение к конкретному, заранее определённому результату. По этой же причине Хидэки не может иметь «полной близости» с Ти (вопрос сексуальных сношений с персокомами в произведении не рассматривался, но некоторые моменты как манги, так и аниме — например сцена в стриптиз-клубе — проясняют аспекты подобных отношений), однако в аниме этот факт представлен совершенно по-иному — подобная близость доступна лишь тому, кто действительно дорог для Ти и является «тем, кто ей нужен».

### OVA
OVA по «Чобитам» не транслировались по телевидению во время премьерной трансляции. Первая OVA является кратким обзором предыдущих серий, вторая — шестиминутный ролик под названием «Chibits: Plum and Kotoko Deliver». Вторая OVA первоначально опубликована на седьмом диске DVD-релиза от Geneon Entertainment. Первая — на отдельном DVD серий-пересказов в релизе от TBS.
| | |   |  |
| 01(27) | Хибия и Котоко рассказывают «Хибия ・ Котоко катару» (日比谷・琴子 語る)                                             | — |  |
| Специальная серия. Представляет краткий обзор событий предыдущих серий. Прямого ответа, поступил ли главный герой в колледж, так и не даётся.             | |   |  |
| 02(S1) | Чибиты — Сумомо и Котоко занимаются доставкой «Тибитцу — Сумомо ・ Котоко тодокэру» (ちびっツ - すもも・琴子 届ける) | — |  |
| Ти уходит, чтобы отдать бумажник, забытый Хидэки, оставляя дома один свой предмет одежды. Сумомо и Котоко решают догнать Ти, чтобы доставить ей эту вещь. | |   |  |

### Саундтрек
Лейбл Pioneer Entertainment выпустил два саундтрек-альбома: Chobits Original Soundtrack 001 1 июля 2003 года и Chobits Original Soundtrack 002 7 октября 2003 года.
Начальным и завершающим темам аниме были посвящены три сингла от компании Victor Entertainment: «Let Me Be with You» группы Round Table featuring Nino и «Raison d'être» и «Ningyo Hime» в исполнении Риэ Танаки. Кроме того, 17 февраля 2004 года компанией Geneon (новое название бывшей Pioneer Entertainment) был выпущен альбом песен персонажей Chobits Character Song Collection.
Когда Ти входит в режим Фреи (например, в 8-серии, когда Хидэки разыскивает Ти), звучит композиция, называющаяся «Dark Chii’s Theme», которая входит в саундтрек Best of Chobits, но взята из другого аниме, основанного на работе CLAMP: «X» (OVA), где она используется в песнях «Fuma/Kamui Dialogue Mix»; в «Чобитах» используется версия без вокала.
На протяжении всего сериала открывающей темой звучит «Let Me Be with You». Закрывающая тема меняется. С 1-й по 12-ю серию используется «Raison d'Être» (с фр. — «Смысл существования»), с 13-й по 25-ю — «Нингёхимэ» (яп.  Принцесса-русалочка). В конце последней, 26-й серии звучит «Катакото но Кой» (яп.  Неловкая любовь) в исполнении дуэта Риэ Танаки и Томокадзу Сугиты.

## Drama CD
Вслед за премьерным показом аниме, в Японии по «Чобитам» компанией Victor Entertainment было выпущено пять Drama CD, компакт-дисков с аудиозаписями оригинальных историй. Истории, раскрываемые в Drama CD, вписываются в общий сюжет аниме «Чобиты», выдержаны в том же жанре, задействуют тех же героев, сэйю (озвучивающих актёров) и музыку, что и это аниме. Изменения, затронувшие персонажей при адаптации манги в аниме, сохранены и в Drama CD.
Каждый диск содержит несколько треков. Первый трек в каждом случае отдан под очередной поход из серии причудливых экскурсий по домам героев «Чобитов». В роли дотошного экскурсовода выступает персоком Сумомо. Основные истории следуют далее в виде нескольких аудиофайлов. Каждая из основных историй начинается с открывающей музыкальной темы «Let Me Be with You» и заканчивается закрывающей музыкальной темой «Raison d'Être». Во время закрывающей темы несколько сэйю общаются, выходя из роли («Out of Character»), делясь впечатлениями. Заключительные треки содержат отдельные сравнительно короткие истории.
| №  | Название                                                                                     | Длительность |
| -- | -------------------------------------------------------------------------------------------- | ------------ |
| 1. | «Sumomo no totsugeki! Otaku houmon» («Сумомо рвётся в бой! Навещаем ваши дома»)              | 7:52         |
| 2. | «Chii inu hirou (1)» («Ти подбирает собаку», часть 1)                                        | 1:49         |
| 3. | «Chii inu hirou (2)»                                                                         | 7:26         |
| 4. | «Chii inu hirou (3)»                                                                         | 8:35         |
| 5. | «Chii inu hirou (4)»                                                                         | 9:05         |
| 6. | «Chii inu hirou (5)»                                                                         | 8:39         |
| 7. | «Motosuwa Hideki mousou sen yoru ichiya» ("Ночь из тысячи ночей обольщений Хидэки Мотосувы") | 13:20        |

| №  | Название                                                                        | Длительность |
| -- | ------------------------------------------------------------------------------- | ------------ |
| 1. | «Sumomo no totsugeki! Otaku houmon» («Сумомо рвётся в бой! Навещаем ваши дома») | 8:36         |
| 2. | «Chii keeki tsukuru (1)» («Ти готовит торт», часть 1)                           | 1:24         |
| 3. | «Chii keeki tsukuru (2)»                                                        | 7:13         |
| 4. | «Chii keeki tsukuru (3)»                                                        | 4:00         |
| 5. | «Chii keeki tsukuru (4)»                                                        | 4:56         |
| 6. | «Chii keeki tsukuru (5)»                                                        | 1:39         |
| 7. | «Chii keeki tsukuru (6)»                                                        | 5:34         |
| 8. | «Chii keeki tsukuru (7)»                                                        | 9:46         |
| 9. | «Yumi no nikki» ("Дневник Юми")                                                 | 6:55         |

| №  | Название                                                                        | Длительность |
| -- | ------------------------------------------------------------------------------- | ------------ |
| 1. | «Sumomo no totsugeki! Otaku houmon» («Сумомо рвётся в бой! Навещаем ваши дома») | 12:00        |
| 2. | «Chii yuuenchi iku (1)» («Ти идёт в парк аттракционов», часть 1)                | 1:23         |
| 3. | «Chii yuuenchi iku (2)»                                                         | 4:59         |
| 4. | «Chii yuuenchi iku (3)»                                                         | 4:38         |
| 5. | «Chii yuuenchi iku (4)»                                                         | 6:49         |
| 6. | «Chii yuuenchi iku (5)»                                                         | 5:03         |
| 7. | «Chii yuuenchi iku (6)»                                                         | 9:42         |
| 8. | «Kokoro mo you» ("Загадки души")                                                | 5:57         |

| №  | Название                                                                        | Длительность |
| -- | ------------------------------------------------------------------------------- | ------------ |
| 1. | «Sumomo no totsugeki! Otaku houmon» («Сумомо рвётся в бой! Навещаем ваши дома») | 8:25         |
| 2. | «Chii otanjoukai suru (1)» («Ти устраивает празднование дня рождения», часть 1) | 1:23         |
| 3. | «Chii otanjoukai suru (2)»                                                      | 4:18         |
| 4. | «Chii otanjoukai suru (3)»                                                      | 3:10         |
| 5. | «Chii otanjoukai suru (4)»                                                      | 5:03         |
| 6. | «Chii otanjoukai suru (5)»                                                      | 5:50         |
| 7. | «Chii otanjoukai suru (6)»                                                      | 4:55         |
| 8. | «Chii otanjoukai suru (7)»                                                      | 9:14         |
| 9. | «Atokatazuke» ("Уборка")                                                        | 6:58         |

| №  | Название                                                                        | Длительность |
| -- | ------------------------------------------------------------------------------- | ------------ |
| 1. | «Sumomo no totsugeki! Otaku houmon» («Сумомо рвётся в бой! Навещаем ваши дома») | 8:48         |
| 2. | «Chii sagashimawaru (1)» («Ти ударяется в поиски», часть 1)                     | 3:49         |
| 3. | «Chii sagashimawaru (2)»                                                        | 6:05         |
| 4. | «Chii sagashimawaru (3)»                                                        | 2:08         |
| 5. | «Chii sagashimawaru (4)»                                                        | 7:00         |
| 6. | «Chii sagashimawaru (5)»                                                        | 5:05         |
| 7. | «Chii sagashimawaru (6)»                                                        | 13:10        |
| 8. | «-Diary-» ("Дневник")                                                           | 14:29        |

## Игры
В 2002 году компания Marvelous Entertainment выпустила видеоигру «Chobits: Atashi Dake no Hito» для платформы Nintendo Game Boy Advance. Эта игра, вышедшая только в Японии, поставлялась отдельно и в комплекте со специально оформленным Game Boy Advance, на корпус которого нанесён логотип «Чобитов».
Автор обзора сайта Tokidokijournal.com Архивная копия от 9 марта 2009 на Wayback Machine описывает игру как несложную текстовую адвенчуру с минииграми, основанную на аниме, и отмечает, что незнание японского языка не помешало ему несколько раз пройти Atashi Dake no Hito до конца. Игра технологически не впечатляет обозревателя, но звук и графика оцениваются высоко, а сама игра названа в общем весёлой.
Кроме того, в 2003 году Broccoli была издана игра в жанре симулятора свиданий «Chobits: Chii Dake no Hito» для Playstation 2. Она также вышла лишь в Японии.

## Отзывы и критика
| Зрительский рейтинг       | Зрительский рейтинг       | Зрительский рейтинг       |
| (на 21 февраля 2011 года) | (на 21 февраля 2011 года) | (на 21 февраля 2011 года) |
| ------------------------- | ------------------------- | ------------------------- |
| Сайт                      | Оценка                    | Голосов                   |
| AniDB                     | · ссылка                  | 7686                      |
| Anime News Network        | · ссылка                  | 5368                      |
| IMDb                      | · ссылка                  | 775                       |

«Чобиты» — одно из наиболее популярных и успешных произведений CLAMP. Американские критики сайта Anime News Network (ANN) называют сериал ещё одной жемчужиной таланта этой студии, и считают, что, развивая простую историю о встрече юноши и робота, CLAMP создала очаровательную историю, которая глубже, чем кажется на первый взгляд. Удачное сочетание анимации, дизайна персонажей, музыки и даже озвучивания ролей создают сильное произведение, радующее поклонников жанра романтических комедий. При этом произведение полностью осознает шаблоны жанра и не стесняется шутить над стереотипом о любви между обычным человеком и обладающей таинственными силами девушки, на поклонников которого оно рассчитано, часто балансируя на грани пародии. Рецензент сайта DVDVerdict.com называет сериал «трогательным и весёлым». Онлайн-журнал «Animefringe» замечает, что, как и в предыдущих работах CLAMP, «в „Чобитах“ много романтики и юмора, а также здорового дидактизма». Mania.com отмечает интересных героев и удачный юмор, хотя Хидэки, по мнению рецензента, «напоминает всех персонажей аниме, вместе взятых». Джули Дэвис в книге Anime Classics ZETTAI! 100 Must-See Japanese Animation Masterpieces обращает внимание на красивый и несомненно женственный стиль изображения.
Одним из недостатков этого аниме считают то, что развитие сюжета идёт после фансервиса, который никак не способствует развитию сюжета или раскрытию образов персонажей. Например, в аниме присутствуют эпизоды, где Ти покупает нижнее бельё или идёт на пляж, что THEManime.org называет пустой тратой экранного времени. Сцены с эротическим подтекстом есть и в аниме, и в манге. Довольно часто поднимается вопрос фетишизации: один из персонажей владеет целым гаремом персокомов, наряженных как французские горничные. Мокона, ведущий художник проекта, превзошла себя, комбинируя невинность и милоту с бондажем и пинапом. Один из авторов «Animefringe» описывает казус, который произошёл в местном книжном магазине: манга была снята с продажи, потому что менеджер счел «Чобитов» «детской порнографией». По мнению критиков, несмотря на то, что первые 15 серий аниме содержат в себе много шуток, связанных с женским нижним бельём, концовка сериала стала тем, чего ждали многие фанаты, ценящие трогательную романтику и элементы драмы, подчёркнутые прекрасной анимацией. Хотя критик DVDVerdict.com оказался разочарован тем, что главный, по его мнению, вопрос сериала, так и не нашёл ответа: «любит ли Хидэки чобита Чи?».
Замечено, что основная тема произведения — отношения с андроидом, выглядящим как человек, хотя уже поднималась в других произведениях, например, в «Ghost in the Shell» и «Armitage», в «Чобитах» сильно отличается от них по исполнению. С самого начала Хидэки не раз предупреждают, что несмотря на их внешность персокомы — всего лишь машины, замена привычным роутерам, компьютерам и сотовым, а слишком сильная привязанность к ним может обернуться разве что трагедией. Работа Ти в качестве встречающего, где от неё требовалось лишь приветствовать посетителей, во многом отражает существующие должности в реальном мире, на которых женщинам требуется лишь хорошо выглядеть и повторять одни и те же автоматические действия в течение дня. И тут «Чобиты» поднимают вопрос, что если начать заменять людей машинами, то до какой степени это может продолжаться? Ответом должна стать «любовь». Если Ти и Хидэки могут любить друг друга, то эта любовь настолько же настоящая, как и любая другая. Anime News Network считает, что выбор Хидэки своей возлюбленной чобита Ти, а не женщины «из крови и плоти», стал интересным вопросом, который ещё не был так глубоко и всесторонне исследован в других аниме-сериалах. Они оценили то, что сериал всё-таки посвящён романтике и взаимной любви, а не сексуальным вопросам, что стало, по их мнению, большим шагом вперёд в своём жанре, несмотря на сексистский подтекст «Чобитов». Джейсон Томпсон также обратил на это внимание, назвав мангу одновременно одной из самых сексуальных и самых милых в своем жанре. Рецензент сайта Mania.com, напротив, высказывает мнение, что «Чобиты» прорывом в своём жанре не являются, хотя в целом высказывается о произведении положительно. Он пишет, что «Чобиты» — интересный, хотя и несколько неровный сериал.
Mania.com хвалит саундтрек аниме, выставляя ему 4 из 5 баллов. Akemi’s Anime World (AAW) пишет: «Нечасто в аниме присутствует настолько хороший набор музыкальных композиций, и каждая песня идеально вписывается в ход повествования». Отдельной высокой оценки удостаиваются сэйю — актёры, озвучивающие персонажей.

### Взаимосвязь с другими произведениями
Студия CLAMP часто в своих работах использует упоминания о предыдущих произведениях. Создатель Ти и муж Титосэ — Итиро Михара — также ответственен за создание арены ангелов в одноимённом произведении, где он является одним из главных действующих лиц. В аниме-версии «Чобитов» указание на эту связь отсутствует. В шестом томе манги Ти отправляется купить подарок Хидэки в магазин под названием «Piffle Princess». Этот же магазин упоминается во втором томе Legal Drug. В манге среди посетителей кондитерской Уэды можно заметить Сомоми Дайдодзи, мать Томоё, одной из основных персонажей «Cardcaptor Sakura».
Приключения Хидэки в городе в качестве студента, ждущего год, чтобы снова попробовать поступить в университет, во многом схожи с приключениями Годая, героя манги Румико Такахаси Maison Ikkoku. Оба персонажа снимают небольшую квартирку в старом здании, где управляющей работает привлекательная женщина. Первый раз Хидэки видит её с метлой в руках, подметающей у входа — классический образ героини из Maison Ikkoku.
В 11-й серии «Чобитов» можно наблюдать плакаты-пародии на постеры к фильмам «Человек-паук» и «Turn-A Gundam».
В аниме «Tsubasa: RESERVoir CHRoNiCLE» можно увидеть как минимум четверых героев «Чобитов». В первой серии Ти разговаривает с Фаем прямо перед тем как он встретится с ведьмой измерений. Персокомы Сумомо и Котоко показаны на верхнем этаже башни в 22 серии (8 том манги). Персонаж по имени Титосэ появляется в 24 серии.